# Rapeja
Rapeja – dawny zaścianek na Litwie, w okręgu wileńskim, w rejonie święciańskim, w gminie Nowe Święciany.

## Historia
W czasach zaborów zaścianek w powiecie święciańskim, w guberni wileńskiej Imperium Rosyjskiego.
W dwudziestoleciu międzywojennym zaścianek leżał w Polsce, w województwie wileńskim, w powiecie święciańskim, w gminie Kołtyniany.
W 1931 w 1 domu zamieszkiwało 10 osób.